# CTE Beberibe (D-19)
O CTE Beberibe (D-19) (ex- USS Herzog (DE 178), Classe Cannon) foi um navio de guerra tipo contratorpedeiro da Classe Bertioga que serviu a Marinha do Brasil após a Segunda Guerra Mundial.
Foi o segundo navio da Marinha do Brasil a ostentar esse nome em homenagem a esse rio de Pernambuco. O Beberibe foi construído pelo estaleiro Federal Shipbuilding and Drydock Company, em Newark, New Jersey. Foi transferido por empréstimo e incorporado a Marinha do Brasil em 1 de agosto de 1944, na Base Naval de Natal (Rio Grande do Norte), recebendo o indicativo de casco Be 2. Naquela ocasião, assumiu o comando, o Capitão-de-Corveta Mário Pinto de Oliveira.
Em 1955 com a nova padronização dos indicativos de casco da MB, teve seu indicativo alterado para D 19.
No inicio dos anos 60, quando foi reclassificado como Aviso Oceânico, teve todo seu armamento A/S removido, e seu indicativo visual foi alterado para U 29.
Em 7 de março de 1966, encalhou na Ilha de Trindade. Houve perda total do navio.